# Jan Bengtsson
Jan Axel Bengtsson, född 16 augusti 1972 i Göteborg, är en svensk affärsman och H&M-arvtagare.
Han är son till Jörgen och Sian Bengtsson, född Persson, samt systerson till Stefan Persson och dotterson till H&M-grundaren Erling Persson.
Tillsammans med tvillingbrodern Stefan Bengtsson har han drivit investmentbolaget Ekstranda AB, Sturehof AB och Ekstranda Hotell. Bröderna har också haft intressen i ytterligare ett antal företag inom nöjesbranschen.
År 2014 köpte han Kvarnön av Folksam för 49 miljoner kronor.
På en lista över Sveriges rikaste år 2006 ligger han på 29:e plats och medan brodern ligger på 30:e plats.